# Sân vận động Busch
Sân vận động Busch (tiếng Anh: Busch Stadium), còn được gọi một cách không chính thức là "Sân vận động Busch mới" hoặc "Sân vận động Busch III", là một sân vận động bóng chày nằm ở St. Louis, Missouri, là sân nhà của St. Louis Cardinals, một đội bóng chày nhượng quyền thương mại Major League Baseball (MLB) của thành phố. Sân vận động có sức chứa 45.494 chỗ ngồi, bao gồm 3.706 ghế câu lạc bộ và 61 dãy phòng sang trọng. Sân thay thế Sân vận động Tưởng niệm Busch (hay còn được gọi là Sân vận động Busch II) và bao gồm một phần diện tích trước đây của sân vận động đó. Một khu thương mại có tên là Ballpark Village, được xây dựng liền kề với sân vận động trên phần diện tích còn lại của dấu tích sân vận động cũ.
Sân vận động được khánh thành vào ngày 4 tháng 4 năm 2006 với một trận đấu giao hữu giữa hai đội MiLB Memphis Redbirds và Springfield Cardinals, cả hai đội đều thuộc sở hữu của St. Louis Cardinals. Springfield đã giành chiến thắng với tỷ số 5–3 với cầu thủ giao bóng bên phải Mike Parisi ghi điểm đầu tiên. Trận đấu chính thức đầu tiên của giải đấu diễn ra vào ngày 10 tháng 4 năm 2006 khi Cardinals đánh bại Milwaukee Brewers với tỷ số 6–4 sau một cú home run của Albert Pujols và chiến thắng của cầu thủ giao bóng Mark Mulder.
Tính đến thời điểm hiện tại, số lượng khán giả dự khán một trận đấu bóng chày lớn nhất là vào ngày 12 tháng 5 năm 2019 với 48.556 người dự khán trong một trận đấu giữa Cardinals và Pittsburgh Pirates nhân dịp Ngày của Mẹ.
Năm 2004, chủ tịch của Anheuser-Busch lúc đó là August Busch IV đã thông báo rằng gã khổng lồ sản xuất bia đã mua quyền đặt tên 20 năm cho sân vận động. Chủ sở hữu đội William Dewitt Jr. cho biết: "Từ ngày bắt đầu lên kế hoạch cho sân bóng mới, chúng tôi đã muốn giữ tên 'Sân vận động Busch'. August Busch IV và Anheuser-Busch chia sẻ tầm nhìn của chúng tôi về việc tiếp tục truyền thống đó cho những người hâm mộ tuyệt vời của chúng tôi và toàn bộ cộng đồng St. Louis."
Sân vận động này là sân vận động thứ ba ở St. Louis mang tên Sân vận động Busch. Sportsman's Park được đổi tên thành Sân vận động Busch vào năm 1953. Chủ sở hữu đội August Busch Jr. đã dự định đặt tên sân là Sân vận động Budweiser, nhưng giải đấu cấm đặt tên một địa điểm theo tên đồ uống có cồn theo quy tắc. Busch đã đặt tên sân vận động theo tên của chính mình và sau đó sáng lập ra Busch Beer. Sân vận động Busch đầu tiên đóng cửa vào năm 1966 và cả đội bóng chày Cardinals, và đội cùng tên của National Football League (NFL) (nay là Arizona Cardinals) chuyển đến một sân vận động đa năng mới, có tên là Sân vận động Tưởng niệm Busch.